# Gymnopilus lepidotus
Gymnopilus lepidotus es una especie de hongo de la familia Hymenogastraceae.

## Descripción macroscópica
El píleo es de 16-35 mm de diámetro y convexo durante la juventud, es convexo a convexo plano en adultos, ligeramente umbo en algunos. De color amarillo-anaranjado a naranja-ferruginoso, la superficie es seca con fibrilosas-escamosas pequeñas y oscuras café-rojizas. El margen es estriado de borde ondulado. Es himenóforo de láminas de adnadadas a subdecurrentes, juntas o poco separadas, son anchas de borde entero, amarillas a naranja oscuro, las lamélulas son de diferentes longitudes. El estípite central es de 12-28 mm de longitud, quebradizo, uniforme y de superficie seca fibrosa hacia la base, hacia el ápice es amarillento pálido y hacia la base naranja oscuro y hueco. Micelio basal color blanco.

## Descripción microscópica
Posee basiodiosporas de 6-7 x 4.5-5.5 μm, elipsoides, ornamentadas (verrugosas), color café naranja, sin poro germinal, dextrinoides en Melzer.

## Hábitat y distribución
Gymnopilus lepidotus es posiblemente neotropical. Se sabe que crece en troncos de eucalipto en Florida en julio, en México y en Colombia.En Tabasco, México se recolectó fuera de la selva en troncos en descomposición expuestos al sol de forma gregaria de julio a octubre.

## Filogenia
Esta especie pertenece al grupo lepidotus-subearlei.